# Pholioxenus kamenskii
Pholioxenus kamenskii är en skalbaggsart som beskrevs av Kryzhanovskij 1987. Pholioxenus kamenskii ingår i släktet Pholioxenus och familjen stumpbaggar. Inga underarter finns listade i Catalogue of Life.